# Conus adansoni
Conus adansoni é uma espécie de gastrópode do gênero Conus, pertencente à família Conidae.